# Toroa einyui
Toroa einyui är en insektsart som beskrevs av M. Firoz Ahmed 1979. Toroa einyui ingår i släktet Toroa och familjen dvärgstritar.
Artens utbredningsområde är Uganda. Inga underarter finns listade i Catalogue of Life.